# Roh Moo-hyun

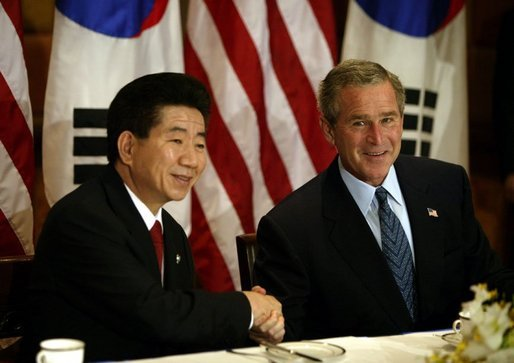
President Roh met president Bush van de VS in 2003

Roh Moo-hyun (Gimhae, 1 september 1946 - Yangsan, 23 mei 2009) was een Zuid-Koreaans politicus. Hij was van 2003 tot 25 februari 2008 president van Zuid-Korea. Hij werd opgevolgd door Lee Myung-bak.

## Levensloop
Na een studie rechtsgeleerdheid werd Roh in 1975 aangesteld als rechter in de stad Daejeong. Een jaar later opende hij zijn eigen advocatenkantoor. Hij begon zich als advocaat voor de mensenrechten in te zetten en was in 1987 deel van de democratiseringsbeweging in Zuid-Korea. In 1988 betrad hij de politiek en werd hij gekozen in het Gukhoe, het Zuid-Koreaanse parlement. In de daaropvolgende jaren zou Roh met wisselend succes kandidaat zijn voor diverse posities zoals parlementslid en burgemeester.
Roh werd in 2000 minister van visserij en twee jaar later was hij voor de regerende Millennium Democratic Party presidentskandidaat. Bij de 16e presidentsverkiezingen in december van 2002 was hij succesvol en in februari 2003 werd hij ingezworen als president.
In oktober 2003 bood Roh Moo-hyun als eerste Zuid-Koreaanse president formeel excuses aan voor de meedogenloze onderdrukking van de Jeju opstand. Op 3 april 2006 was hij eveneens de eerste president die de herdenkingsbijeenkomst op Jeju heeft bijgewoond.
Van maart tot mei 2004 werd Roh door het parlement aan een afzettingsprocedure onderworpen gedurende welke de premier de presidentiële macht overnam. Uiteindelijk werd Roh in mei hersteld als president, nadat het Constitutionele Hof de aanklacht tegen Roh had verworpen. Rohs populariteit is echter nooit hersteld, mede door beschuldigingen van corruptie en Rohs milde opstelling ten opzichte van Noord-Korea.
Roh pleegde zelfmoord op 23 mei 2009 door van een rotskam te springen. Hij liet een afscheidsbrief na.
Syngman Rhee · Heo Jeong (waarnemend) · Yun Bo-seon · Park Chung-hee · Choe Gyuha · Chun Doo-hwan · Roh Tae-woo · Kim Young-sam · Kim Dae-jung · Roh Moo-hyun · Goh Kun (waarnemend) · Lee Myung-bak · Park Geun-hye · Hwang Kyo-ahn (waarnemend) · Moon Jae-in · Yoon Suk-yeol